# André Carpentier
André Carpentier (Montréal, 29 ottobre 1947) è uno scrittore canadese. Scrittore di letteratura fantastica, ha studiato letteratura all'Università degli Studi del Québec a Montréal e conseguito un dottorato in francese all'Università degli Studi di Sherbrooke. 
Insegna all'Università degli Studi di Québec a Montreal. È stato direttore della collana «Novella» di XYZ éditeur (Montréal) ed è animatore e critico letterario di Radio-Canada.

## Premi letterari
- 1983 Prix Boréal, Du pain des oiseaux

## Opere
- 1973 Axel et Nicholas,
- 1978 L'aigle volera à travers le soleil
- 1988 Journal de mille jours
- 1988 Rue Saint-Denis
- 1990 De ma blessure atteint et autres détresses
- 1992 Carnet sur la fin possible d'un monde

### Traduzioni in Italia
- 2004 Rue Saint-Denis. Roma: Sinnos Editrice. ISBN 9788876090127
- 2008 Della mia ferita colpito e altre miserie. Fagnano Alto: Editrice il Sirente. ISBN 9788887847208
- 2008 Taccuino sulla fine possibile di un mondo. Fagnano Alto: Editrice il Sirente. ISBN 9788887847192